# Lotus latifolius
Lotus latifolius är en ärtväxtart som beskrevs av August Brand. Lotus latifolius ingår i släktet käringtänder, och familjen ärtväxter. Inga underarter finns listade i Catalogue of Life.